# Акбар Фаллах
Акбар Фаллах (перс. اکبر فلاح; нар. 25 вересня 1966) — іранський борець вільного стилю, чемпіон та срібний призер чемпіонатів світу, дворазовий срібний призер чемпіонатів Азії, бронзовий призер Азійських ігор, володар Кубку світу, учасник двох Олімпійських ігор.

## Життєпис
Боротьбою почав займатися з 1976 року.
Виступав за спортивний клуб «Каргаран» Тегеран. Тренер — Сеєд Аббасі Хусейн Голі.

## Спортивні результати на міжнародних змаганнях

### Виступи на Олімпіадах
| Змагання                    | Збірна | Вагова категорія          | Місце |
| --------------------------- | ------ | ------------------------- | ----- |
| Літні Олімпійські ігри 1988 | Іран   | вільна боротьба, до 62 кг | 4     |
| Літні Олімпійські ігри 1996 | Іран   | вільна боротьба, до 68 кг | 10    |

### Виступи на Чемпіонатах світу
| Змагання                        | Збірна | Вагова категорія          | Місце  |
| ------------------------------- | ------ | ------------------------- | ------ |
| Чемпіонат світу з боротьби 1991 | Іран   | вільна боротьба, до 68 кг | 9      |
| Чемпіонат світу з боротьби 1993 | Іран   | вільна боротьба, до 68 кг | Золото |
| Чемпіонат світу з боротьби 1994 | Іран   | вільна боротьба, до 68 кг | 11     |
| Чемпіонат світу з боротьби 1995 | Іран   | вільна боротьба, до 68 кг | Срібло |

### Виступи на Чемпіонатах Азії
| Змагання                       | Збірна | Вагова категорія          | Місце  |
| ------------------------------ | ------ | ------------------------- | ------ |
| Чемпіонат Азії з боротьби 1988 | Іран   | вільна боротьба, до 62 кг | Срібло |
| Чемпіонат Азії з боротьби 1989 | Іран   | вільна боротьба, до 68 кг | 5      |
| Чемпіонат Азії з боротьби 1992 | Іран   | вільна боротьба, до 68 кг | Срібло |

### Виступи на Азійських іграх
| Змагання           | Збірна | Вагова категорія          | Місце  |
| ------------------ | ------ | ------------------------- | ------ |
| Азійські ігри 1986 | Іран   | вільна боротьба, до 62 кг | Бронза |
| Азійські ігри 1990 | Іран   | вільна боротьба, до 62 кг | 5      |

### Виступи на Кубках світу
| Змагання                    | Збірна | Вагова категорія          | Місце  |
| --------------------------- | ------ | ------------------------- | ------ |
| Кубок світу з боротьби 1995 | Іран   | вільна боротьба, до 68 кг | Золото |